# ConVivo
ConVivo è il secondo dvd di Biagio Antonacci

## Tracce DVD
- Eternità
- Immagina
- Angela
- Mio padre è un re
- Quanto tempo è ancora
- Che differenza c'è
- Passo da te
- Dopo il viaggio
- Non parli mai/Mi fai stare bene (Medley)
- Amo te
- Quell'uomo lì
- Prima di tutto
- Così presto no
- Se io, se lei
- Se è vero che ci sei
- Le cose che hai amato di più
- Ritorno ad Amare
- Pazzo di Lei
- Non ci facciamo compagnia
- Convivendo
- Iris (Tra le tue poesie)
- Sappi amore mio
- Fiore
- Danza sul mio petto
- Non so più a chi credere
- Non è mai stato subito
- Liberatemi